# Vaso Aalto
Vaso Aalto é um copo famoso concebido pelo arquiteto finlandês Alvar Aalto e por sua mulher Aino Marsio. Ficou também conhecido como vaso Savoy pelo facto de algum mobiliário e outros adereços do restaurante de luxo Savoy, aberto em Helsínquia em 1937, terem sido criados pelo casal.
O vaso foi concebido em 1936 para entrar num concurso de criações para a fábrica vidreira Karhula-Iittala, detida pela Ahlström. A criação foi inspirada no vestido de uma mulher sami. Chamada Eskimåkvinnans skinnbyxa (as calças de pele da esquimó), a criação consistia de uma série de desenhos a lápis de cor em cartão e em papel. Alvar Aalto produziu os protótipos iniciais soprando o vidro através de uma composição de paus de madeira espetados no chão, deixando o vidro mole passar apenas por alguns dos lados, criando assim uma linha ondulada. A produção inicial do vaso não era isenta de problemas e uma ideia original de usar moldes feitos de folhas finas de aço teve que ser abandonada. O vaso acabou por ser originalmente fabricado pela fábrica vidreira com um molde de madeira, que era queimado lentamente.
Veio a ser mais tarde exibido na Feira Mundial de 1937, em Paris, com uma altura de 140 mm. Alvar Aalto nunca recebeu qualquer dinheiro pelo vaso, uma vez que os direitos da criação pertenciam à fábrica que levara a cabo o concurso.
O vaso já foi fabricado em quase todo o espectro de cores. A sua simplicidade continua a torná-lo popular no século XXI. Continuam a ser fabricadas versões mais pequenas na fábrica vidreira hoje designada apenas como Iittala, situada em Iittala, na Finlândia. São também fabricadas, entre outras, versões de cinzeiros, suportes para velas e taças decorativas, sempre com as formas fluidas orgânicas que caracterizam o vaso.